# Кузьмин, Лорий Трофимович
Лорий Трофимович Кузьмин (24 июня 1931 — 9 января 1992, Москва) — советский военачальник, военный разведчик, начальник Военно-дипломатической академии Советской Армии (1988—1992), адмирал (1990).

## Биография
Родился 24 июня 1931 года.
В 1949 году поступил в Черноморское высшее военно-морское училище имени П. С. Нахимова (ЧВВМУ) в городе Севастополь, которое окончил в 1954 году.
После окончания ЧВВМУ служил на командных должностях на кораблях Черноморского флота (ЧФ). Капитан 2-го ранга, старший помощник, в 1965—1967 годах — командир сторожевого корабля ПВО — ПЛО (противовоздушной и противолодочной обороны) «Комсомолец Украины» на котором обкатывался командный состав для других строящихся кораблей серии. За первое место по ракетной стрельбе большой противолодочный корабль «Комсомолец Украины» 19 февраля 1966 года был награжден переходящим Призом ВМФ СССР и грамотой главнокомандующего ВМФ СССР, а 25 марта того же года за высокие показатели в социалистическом соревновании в честь XXIII съезда КПСС — грамотой командующего ЧФ. С 19 мая 1966 года корабли ПВО — ПЛО переклассифицировали из сторожевых в большие противолодочные корабли (БПК). В этом же году БПК «Комсомолец Украины» вновь выходит на боевую службу в Средиземное море. В период с 5 по 30 июня 1967 года корабль выполнял боевые задачи по оказанию помощи вооруженным силам Египта (в период арабо-израильского конфликта).
В 1970 году окончил Военно-дипломатическую академию Советской Армии в Москве и служил в аппарате Главного разведывательного управления (ГРУ) Генерального штаба Вооружённых Сил СССР, в том числе на военно-дипломатической работе. В 1984 году окончил Военную академию Генерального штаба Вооружённых Сил СССР имени К. Е. Ворошилова (ныне — Военная академия Генерального штаба Вооружённых сил Российской Федерации).
С 1988 года и до последнего дня своей жизни — начальник Военно-дипломатической академии Советской Армии (ныне — Военная академия Министерства обороны Российской Федерации).
Жил Москве. Умер 9 января 1992 года. Похоронен в Москве на Троекуровском кладбище.
Кандидат военных наук. Профессор.

## Воинские звания
- контр-адмирал (16.02.1979);
- вице-адмирал (29.10.1984);
- адмирал (30.06.1990).

## Награды
- орден Трудового Красного Знамени;
- 2 ордена Красной Звезды;
- Орден «За службу Родине в Вооружённых Силах СССР» 3-й степени;
- медали СССР.